# Shi Zhengli

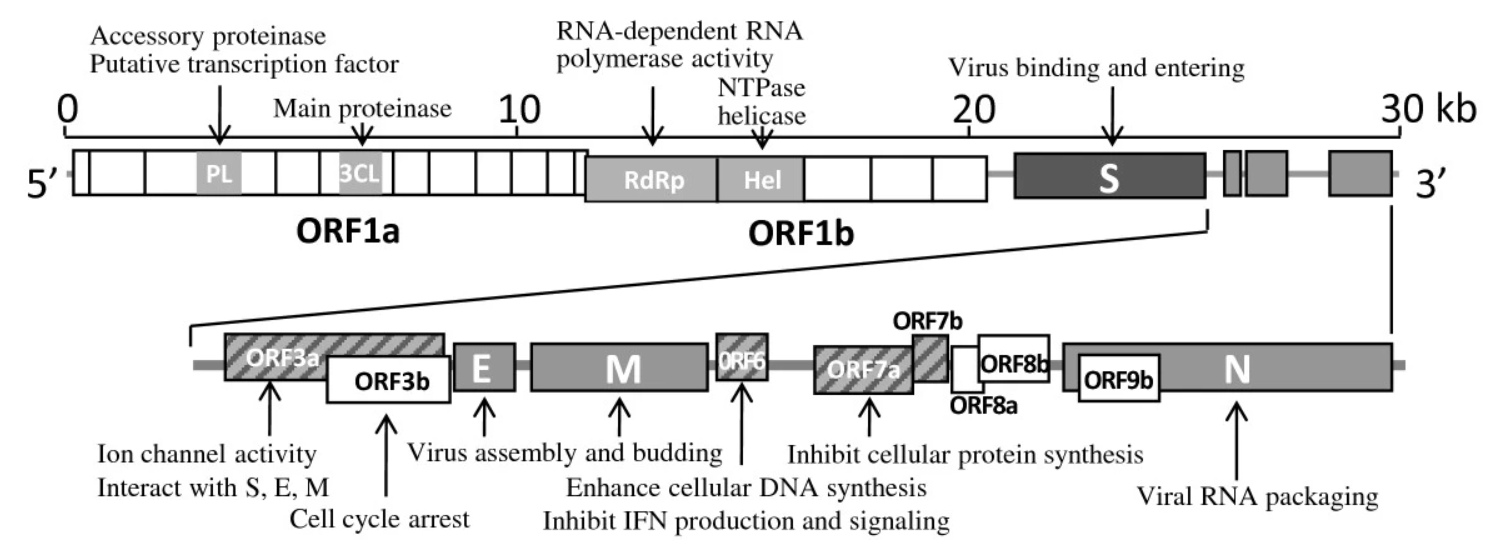
Esquema da organização dos genes de SARS-CoV descrita por Shi Zhengli e co-autores em 2009.

Shi Zhengli (Honã, 26 de maio de 1964) é uma virologista chinesa, que pesquisa coronavírus semelhantes ao SARS proveniente de morcegos. Shi dirige o Centro de Doenças Infecciosas Emergentes do Instituto de Virologia de Wuhan. Em 2020, apareceu na lista de 100 pessoas mais influentes do mundo do ano pela Time.